# 하버드 대학의 공부벌레들 (드라마)
하버드 대학의 공부벌레들(영어: The Paper Chase)는 1978년부터 1986년까지 방영된 미국의 드라마 텔레비전 시리즈이다.
- 1978년부터 1979년까지는 CBS에서, 1983년부터 1986년까지는 쇼타임에서 방영되었다.

대한민국에서는 TBC에서 1978년 9월부터 1979년 7월까지, TBC에서 1980년 11월에, KBS TV에서 1980년 1월부터 1983년 7월까지, KBS1 TV에서 1981년 1월부터 1982년 7월까지, KBS1 TV에서 1982년 9월부터 1983년 7월까지, MBC에서 1983년 9월 부터 1984년 1월까지 방영하였다.